# Насу-Сіобара

36°57′42″ пн. ш. 140°2′46″ сх. д. / 36.96167° пн. ш. 140.04611° сх. д.
На́су-Сіоба́ра (яп. 那須塩原市, なすしおばらし, МФА: [nasu̥ ɕi.obara ɕi̥]) — місто в Японії, в префектурі Тотіґі.

## Короткі відомості
Розташоване в північній частині префектури, в лісовій зоні рівнини Насуно. Виникло 1 січня 2005 року шляхом об'єднання міста Куроїсо з містечками Нісі-Насуно та Сіобара. Основою економіки є сільське господарство, тваринництво, хімічна промисловість та комерція. Станом на 1 жовтня 2008 площа міста становила 592,82 км². Станом на 1 січня 2009 населення міста становило 116 340 осіб.

## Міста-побратими
- Хітаті-Нака, Японія (1990)
- Намерікава, Японія (1996)
- Ніїдза, Японія (2000)